# Kabinet-Washington
Het kabinet-Washington was de uitvoerende macht van de Amerikaanse overheid van 30 april 1789 tot 4 maart 1797. Generaal George Washington uit Virginia, voormalig opperbevelhebber van de Dertien koloniën tijdens de Amerikaanse Onafhankelijkheidsoorlog en de voornaamste "Founding Father" werd gekozen als de 1e president van de Verenigde Staten na het winnen van de presidentsverkiezingen van 1789 over de belangrijkste kandidaat van de Federalistische Partij voormalig ambassadeur John Adams, een mede "Founding Father" uit Massachusetts. Washington bleef tijdens zijn gehele presidentschap onafhankelijk maar sympathiseerde met de Federalistische Partij, de meeste ambtsbekleders in zijn kabinet waren dan ook afkomstig van de Federalisten. Washington werd herkozen voor een tweede termijn in 1792 zonder tegenkandidaat. In 1795 maakte Washington bekend zich niet kandidaat te stellen voor een nieuwe termijn in de Amerikaanse presidentsverkiezingen van 1796 en begon de traditie van presidenten die niet meer dan twee termijnen zouden dienen tot Franklin Delano Roosevelt die brak in 1940.
| Nr.     | Functie | Functie                               | Ambtsbekleder      | Ambtsbekleder                        | Ambtstermijn      | Ambtstermijn     | Partij |
| ------- | ------- | ------------------------------------- | ------------------ | ------------------------------------ | ----------------- | ---------------- | ------ |
| 1       |         | President van de Verenigde Staten     | George Washington  | George Washington (1732–1799)        | 30 april 1789     | 4 maart 1797     | O      |
| 1       |         | Vicepresident van de Verenigde Staten | John Adams         | John Adams (1735–1826)               | 21 april 1789     | 4 maart 1797     | F      |
| Kabinet |         |                                       |                    |                                      |                   |                  |        |
| Nr.     | Functie | Functie                               | Ambtsbekleder      | Ambtsbekleder                        | Ambtstermijn      | Ambtstermijn     | Partij |
| [ a ]   |         | Minister van Buitenlandse Zaken       | John Jay           | John Jay (1745–1829)                 | 7 mei 1784        | 22 maart 1790    | F      |
| 1       |         | Minister van Buitenlandse Zaken       | Thomas Jefferson   | Thomas Jefferson (1743–1826)         | 22 maart 1790     | 31 december 1793 | DR     |
| 2       |         | Minister van Buitenlandse Zaken       | Edmund Randolph    | Edmund Randolph (1753–1813)          | 31 december 1793  | 20 augustus 1795 | F      |
| 3       |         | Minister van Buitenlandse Zaken       | Timothy Pickering  | Timothy Pickering (1745–1829)        | 20 augustus 1795  | 12 mei 1800      | F      |
| 1       |         | Minister van Financiën                | Alexander Hamilton | Alexander Hamilton (1755/57–1804)    | 11 september 1789 | 31 januari 1795  | F      |
| 2       |         | Minister van Financiën                | Oliver Wolcott jr. | Oliver Wolcott jr. (1760–1833)       | 3 februari 1795   | 1 januari 1801   | F      |
| 1       |         | Minister van Oorlog                   | Henry Knox         | Major General Henry Knox (1750–1806) | 12 september 1789 | 31 december 1794 | F      |
| 2       |         | Minister van Oorlog                   | Timothy Pickering  | Timothy Pickering (1745–1829)        | 1 januari 1795    | 10 december 1795 | F      |
| 3       |         | Minister van Oorlog                   | James McHenry      | James McHenry (1753–1816)            | 27 januari 1796   | 1 juni 1800      | F      |
| 1       |         | Minister van Justitie                 | Edmund Randolph    | Edmund Randolph (1753–1813)          | 26 september 1789 | 26 januari 1794  | F      |
| 2       |         | Minister van Justitie                 | William Bradford   | William Bradford (1755–1795)         | 26 januari 1794   | 23 augustus 1795 | F      |
| 3       |         | Minister van Justitie                 | Charles Lee        | Charles Lee (1758–1815)              | 10 december 1795  | 4 maart 1801     | F      |
| 4       |         | Minister van Posterijen               | Samuel Osgood      | Samuel Osgood (1748–1813)            | 26 september 1789 | 12 augustus 1791 | F      |
| 5       |         | Minister van Posterijen               | Timothy Pickering  | Timothy Pickering (1745–1829)        | 12 augustus 1791  | 1 januari 1795   | F      |
| 6       |         | Minister van Posterijen               | Joseph Habersham   | Joseph Habersham (1751–1815)         | 25 februari 1795  | 28 november 1801 | F      |

Washington ·
J. Adams ·
Jefferson ·
Madison ·
Monroe ·
J.Q. Adams ·
Jackson ·
Van Buren ·
W.H. Harrison ·
Tyler ·
Polk ·
Taylor ·
Fillmore ·
Pierce ·
Buchanan ·
Lincoln ·
A. Johnson ·
Grant ·
Hayes ·
Garfield ·
Arthur ·
Cleveland I ·
B. Harrison ·
Cleveland II ·
McKinley ·
T. Roosevelt ·
Taft ·
Wilson ·
Harding ·
Coolidge ·
Hoover ·
F.D. Roosevelt ·
Truman ·
Eisenhower ·
Kennedy ·
L.B. Johnson ·
Nixon ·
Ford ·
Carter ·
Reagan ·
G.H.W. Bush ·
Clinton ·
G.W. Bush ·
Obama ·
Trump I ·
Biden ·
Trump II